# Valsariales
Valsariales Jaklitsch, K.D. Hyde & Voglmayr – rząd grzybów z klasy Dothideomycetes. Jest to takson monotypowy z jednaą tylko rodziną Valsariaceae

## Systematyka i nazewnictwo
Pozycja w klasyfikacji według Index Fungorum: Valsariales, Incertae sedis, Dothideomycetes, Pezizomycotina, Ascomycota, Fungi.
Takson utworzyli Walter Michael Jaklitsch, Kevin David Hyde i Hermann Voglmayr w 2015 r.
Według aktualizowanej klasyfikacji Dictionary of the Fungi do rzędu Valsariales należą:
- rodzina Valsariaceae Jaklitsch, K.D. Hyde & Voglmayr 2015
  - rodzaj Bambusaria Jaklitsch, D.Q. Dai, K.D. Hyde & Voglmayr 2015
  - rodzaj Myrmaecium Nitschke ex Fuckel 1870
  - rodzaj Valsaria Ces. & De Not. 1863[2].